# Manuel Frigo
Pour les articles homonymes, voir Frigo.
Manuel Frigo, né le 18 février 1997 à Cittadella, est un nageur italien.

## Carrière
Manuel Frigo est médaillé d'argent du relais 4 × 100 m nage libre aux Jeux européens de 2015 à Bakou.
Aux Championnats d'Europe de natation 2020, il est médaillé de bronze du relais 4 × 100 m nage libre masculin et du relais 4 × 200 m nage libre masculin.
Il a remporté la médaille d'argent du relais 4 × 100 m nage libre masculin aux Jeux olympiques d'été de 2020 à Tokyo.
Il fait partie du relais 4 × 100 m nage libre italien médaillé d'argent aux Championnats du monde de natation 2023 à Fukuoka.

## Palmarès

### Jeux olympiques
- Jeux olympiques d'été de 2020 à Tokyo ( Japon) :
  -  Médaille d'argent du relais 4 × 100 m nage libre.
- Jeux olympiques d'été de 2024 à Paris ( France) :
  -  Médaille de bronze du relais 4 × 100 m nage libre.

### Championnats du monde

#### Grand bassin
- Championnats du monde 2022 à Budapest ( Hongrie) :
  -  Médaille de bronze du relais 4 × 100 m nage libre.
- Championnats du monde 2023 à Fukuoka ( Japon) :
  -  Médaille d'argent du relais 4 × 100 m nage libre.
- Championnats du monde 2024 à Doha ( Qatar) :
  -  Médaille d'argent du relais 4 × 100 m nage libre.
- Championnats du monde 2025 à Singapour ( Singapour) :
  -  Médaille d'argent du relais 4 × 100 m nage libre.

#### Petit bassin
- Championnats du monde 2021 à Abu Dhabi ( Émirats arabes unis) :
  -  Médaille d'or du relais 4 × 50 m nage libre.
  -  Médaille d'argent du relais 4 × 100 m nage libre.
- Championnats du monde 2022 à Melbourne ( Australie) :
  -  Médaille d'or du relais 4 × 100 m nage libre.
  -  Médaille d'argent du relais 4 × 50 m nage libre.
  -  Médaille de bronze du relais 4 × 200 m nage libre.
- Championnats du monde 2024 à Budapest ( Hongrie) :
  -  Médaille d'argent du relais 4 × 100 m nage libre.
  -  Médaille de bronze du relais 4 × 200 m nage libre.

### Championnats d'Europe

#### Grand bassin
- Championnats d'Europe 2020 à Budapest ( Hongrie) :
  -  Médaille de bronze du relais 4 × 100 m nage libre.
  -  Médaille de bronze du relais 4 × 200 m nage libre.
  -  Médaille de bronze du relais 4 × 100 m nage libre mixte.
- Championnats d'Europe 2022 à Rome ( Italie) :
  -  Médaille d'or du relais 4 × 100 m nage libre.
  -  Médaille d'or du relais 4 × 100 m quatre nages.